# Thomas Sgovio

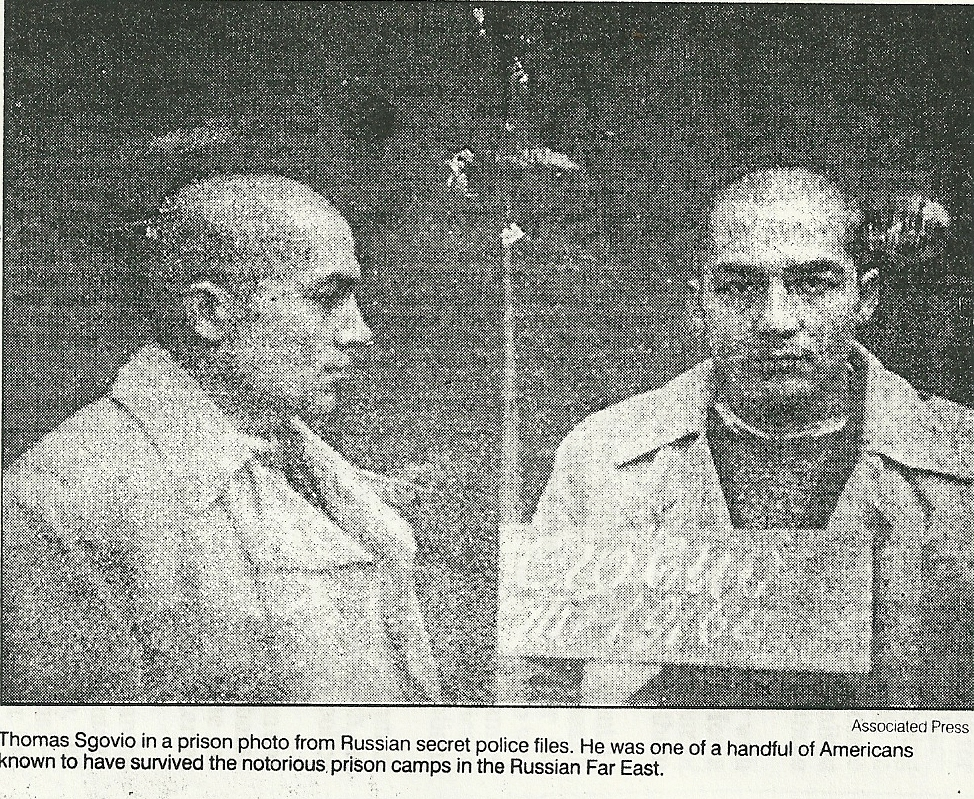
Thomas Sgovio en el momento de su arresto en la URSS, el 21 de marzo de 1938.

Thomas Sgovio (7 de octubre de 1916 – 3 de julio de 1997) fue un artista estadounidense, ex-comunista y antiguo prisionero en un campo del GULAG, en Kolyma (Unión Soviética). Su padre fue un comunista italoestadounidense deportado por las autoridades de los EE. UU. a la URSS debido a su activismo político. 

## Biografía
Nació en Buffalo, Nueva York, el 7 de octubre de 1916.
Sgovio se trasladó a la URSS a la edad de 19 años con su padre Joseph "... que los Estados Unidos deportaron como agitador comunista en 1935." A su llegada a la URSS renunció a su pasaporte americano. Se desilusionó después de tres años que vivir en Moscú e intentó recuperar su pasaporte en la embajada de los Estados Unidos y fue arrestado por la NKVD el 12 de marzo de 1938, cuando salió de la embajada. Después de su arresto fue llevado primero a la prisión de la Lubianka, en Moscú, y posteriormente trasladado a la prisión de Taganka (también en Moscú) en un “černyj voron” (cuervo negro, el tipo de coche que la NKVD utilizaba para detener a las personas). Luego de una investigación superficial y rutinaria, en la que las autoridades soviéticas parecen haberse preocupado principalmente por el hecho de que visitara la embajada, fue condenado por una troika de tres funcionarios a trabajos forzados por ser un "elemento socialmente peligroso." Algunos años más tarde Sgovio intentó que su caso fuese revisado; el fiscal que tramitó la solicitud llegó a la conclusión de que "Sgovio no negaba que había presentado una solicitud en la Embajada de Estados Unidos y que, por lo tanto, no había ninguna razón para revisar su caso".
Sgovio fue conducido en un tren de prisioneros a Vladivostok. Más tarde escribió: "nuestro tren partió de Moscú en la noche del 24 de junio. Fue el comienzo de un viaje hacia el este que iba a durar un mes. Nunca podré olvidar el momento. Setenta hombres... empezaron a llorar." Desde Vladivostok fue enviado a bordo del SS Indigirka a los campos de Kolyma.
Dentro de los campos el grupo de los criminales comunes se mantenía a menudo unido y dominaba los otros prisioneros, incluyendo a los presos políticos. Los tatuajes de varios tipos fueron una de las señas de identidad de los criminales comunes y, como artista profesional, Sgovio entró a formar parte del comercio de tatuajes. Durante un tiempo Sgovio también perteneció, como asistente, al personal más antiguo de la guardia del campo. Por algún tiempo formó parte de una brigada de tala de árboles. Durante la Segunda Guerra Mundial Sgovio supo de la guerra en el Pacífico porque piezas de la maquinaria, envueltas en periódicos viejos, llegaron al GULAG como parte del programa estadounidense de Préstamo y Arriendo con la URSS.  Fue testigo y escribió posteriormente sobre el hambre y la muerte de numerosos prisioneros del GULAG.
Después de una sentencia de 16 años en campos de trabajo fue liberado pero, en un principio, tuvo que permanecer en la URSS, donde fue estigmatizado como un exprisionero.  Finalmente se le permitió regresar a los Estados Unidos en 1960. Contó sus experiencias y la naturaleza letal de los campos en sus memorias, Dear America!
Why I Turned Against Communism (¡Querida América! Por qué me volví contra el comunismo), publicadas en 1972.
Su historia también se relata en el libro de Tim Tzouliadis The forsaken: an American tragedy in Stalin's Russia (El abandonado: una tragedia americana en la Rusia de Stalin). 

## Léase también
- John H. Noble (1923–2007) American survivor of the Gulags
- The Ghost of the Executed Engineer
- An American Engineer in Stalin's Russia: The Memoirs of Zara Witkin, 1932-1934. Witkin, Zara (1900-1940)
- Alexander Dolgun (1926-1986) survivor of the Soviet Gulag who returned to his native United States.
- Robert Robinson (engineer) (1907-1994) Jamaican-born toolmaker who initially worked in the US auto industry in the United States but spent 44 years in the Soviet Union.
- Victor Herman (1915-1985) Jewish-American initially known as the 'Lindbergh of Russia', who then spent 18 years in the Gulags of Siberia.